# الهنود في الإمارات العربية المتحدة
يشكل الهنود في الإمارات العربية المتحدة أكبر جالية من مجموع سكان البلد ويقدر عددهم بحوالي 3.5 مليون مهاجرًا (معظمهم من ولاية كيرالا وغيرها من ولايات جنوب الهند). وتقدر نسبتهم بحوالي 30 في المئة من مجموع سكان دولة الإمارات العربية المتحدة. وتعيش غالبية الهنود في المدن الثلاث الكبرى في الإمارات العربية المتحدة - أبوظبي ودبي والشارقة. ولقد كان الاتصال الهندي مع ساحل الخليج الذي شكل الآن ما يعرف بدولة الإمارات العربية المتحدة قديما منذ قرون عدة، نتيجة للتجارة بين الطرفين، وبعد قيام دولة الإمارات استمرت العلاقة التجارية والتي نتج عنها في الآونة الأخيرة زيادة هائلة في عدد السكان الهنود الذين هاجروا إلى البلاد نتيجة للفرص في مجال النفط والتمويل وغيرها من الصناعات. وفي حين أن معظم المهاجرين الهنود يدعمون الصناعات المالية والتصنيعية والنقل، فإن أقلية كبيرة من المهاجرين يشاركون في الخدمات المهنية وريادة الأعمال، ويمكن القول ان العلاقات بين الهند والإمارات كانت تقليدية ودية.

## التاريخ
وللبلدان في منطقة الخليج العربي صلة اقتصادية وسياسية راسخة مع الهند، فساحل عمان المتصالح (الآن الإمارات العربية المتحدة)، كان مستقلًا اسميًا في القرن 19 ولكن كان يديرها راج البريطاني؛ وتدار قطاعات التجارة والبنوك في الإقليم من قبل مجتمعات خوجا وكوتشي في الهند. في عام 1853، وقع حكام الإمارات هدنة بحرية دائمة مع البريطانيين، مما جعل المنطقة تحت تأثير بريطانيا بشكل فعال. وقد قامت الإمارة، التي تدار من الهند البريطانية، بتطوير القواسم المشتركة مع جنوب آسيا. استخدمت الروبية الهندية كعملة، وكذلك الطوابع الهندية (مضاف إليها اسم الإمارة) للمراسلات البريدية. مجتمع متجانس إلى حد ما في مطلع القرن العشرين، شهدت المنطقة التي تضم الإمارات العربية المتحدة الآن طفرة اقتصادية نتيجة لصناعة اللؤلؤ. انتقل عدد قليل من التجار الهنود الذين هاجروا إلى الإمارات إلى المدن الساحلية وظلوا على هامش المجتمع الإماراتي. كانت دبي تقليديا بمثابة منظم للتجارة بين الشرق الأوسط وشبه القارة الهندية، وكان يهيمن عليها التجار الهندوس في كل من تجارة الذهب والمنسوجات. وكانت دبي أيضا من المراكز التجارية الهامة للهنود قبل اكتشاف النفط (بكميات تجارية) في الإمارات العربية المتحدة في عام 1959؛ وكانت الإمارة في مركز طريق تهريب الذهب إلى الهند عبر قوارب صغيرة، حيث استيراد الذهب كان غير قانوني.
جلب اكتشاف النفط في الإمارات تدفق العمال من الهند في 1960. وجاء العديد منهم عن طريق البحر، رحلة لمدة ثلاثة أيام من بومباي (الآن مومباي) إلى دبي. وكان معظم أصحاب المحلات من ولاية كيرالا، أو كانوا من العرب الهنود، أحفاد العرب الذين هاجروا سابقا إلى الهند. كما أنه في أواخر الستينيات تم بناء معبد هندوسي وأول مدارس هندية للعائلات الهندية المغتربة. وقد زادت الهجرة الهندية إلى الإمارات العربية المتحدة بشكل كبير في السبعينات والثمانينيات، مع توسع صناعة النفط ونمو التجارة الحرة في دبي. وارتفعت الهجرة السنوية للهنود إلى الإمارات العربية المتحدة، التي بلغت 4,600 في عام 1975، إلى أكثر من 125,000 بحلول عام 1985، وبلغت حوالي 200,000 في عام 1999.

## إحصائيات سكانية
في المليون 4 مهاجر، مليون من ولاية كيرالا و450،000 من ولاية تاميل نادو، تشكل الأغلبية في المجتمع الهندي يعيشون في الإمارات العربية المتحدة. هناك حوالي 200,000 أودياس يعيشون في الإمارات العربية المتحدة. بحلول عام 1999، وقد كان عدد المهاجرين الهنود في الإمارات العربية المتحدة، يصل إلى 170,000 في عام 1975، هو 750,000. ويقدر عدد السكان الهنود في الإمارات العربية المتحدة اعتبارا من عام 2009 بنحو مليوني نسمة. يشكل الهنود 42٪ من إجمالي سكان الإمارات العربية المتحدة. غالبية الهنود في الإمارات العربية المتحدة (حوالي 50٪ - 883,313 في عام 2011) هم من ولاية كيرالا جنوب الهند، يليهم مهاجرون من تاميل نادو. فالتجنس والمواطنة أصعب من بعض البلدان الأخرى، وحتى إذا كنت مواطنا، يمكن أن تتخذ جنسيتك بعيدا عن مجموعة متنوعة من الأسباب. وهناك الغالبية العظمى من المهاجرين الهنود يعملون على تأشيرات عمل، في حين أن آخرين يعملون في تأشيرات تجارية أو تجارية. بعضها أيضا على تأشيرات الزوج الذي يمكن بعد ذلك تحويلها إلى المواطنة بعد فترة طويلة. حوالي 26٪ من المهاجرين الهنود يعيشون في شقق أو فيلات في المدن الكبرى في أبوظبي ودبي والشارقة، في حين يعيش 15٪ منهم في غرف مستأجرة في المدن. ويعيش املهاجرون الباقون) ثلثهم تقريبا (يف أماكن عمل جماعية) يشار إليها باسم معسكرات العمل (، مثل املقيمني يف المصفح) أبوظبي (أو سونابور) دبي.
وبالإضافة إلى ذلك، يقال إن أكثر من 300,000 مهاجر غير موثق، كثير منهم من الهنود، يعيشون في الإمارات العربية المتحدة. أما المهاجرون غير الموثقين، في حالة القبض عليهم، فيسجنون ثم يرحلون إلى بلدانهم الأصلية. وقد فرض قانون اتحادي صدر في عام 1996 في الولايات المتحدة عقوبات ضد المهاجرين غير الشرعيين وأرباب عملهم. تقدم حكومة الإمارات العربية المتحدة برامج العفو حيث يمكن للعمال الأجانب غير الموثقين مغادرة البلاد طوعا دون التعرض للسجن أو الاضطرار إلى دفع غرامات. وقد استفاد أحد برامج العفو هذه التي استغرقت ثلاثة أشهر في عام 2007 من 110,000 مهاجر هندي غير شرعي، تم استيعابهم جميعا بشكل قانوني في قوة العمل الإماراتية أو سمح لهم بالعودة إلى الهند دون عقوبات أو سجن.

## المساهمة الاقتصادية
يشكل الأجانب 99٪ من القوى العاملة الإماراتية، التي يشكل الهنود جزءا منها. وقد عاش بعض هؤلاء الأجانب في البلد لأجيال، وحوالي 20٪ من الهنود في الإمارات هم من المهنيين ذوي الياقات البيضاء. وبالإضافة إلى المهاجرين العاملين في الهند، قام العديد من أصحاب الأعمال الهنود في الإمارات العربية المتحدة بإقامة امتيازات وطنية ناجحة، مثل «لاندمارك غروب» و«لولو هايبر ماركت» و«جاشنمال» و«أجمل بيرفوميس» و«أمبر باكاجينغ إندستريز» و«جمبو إليكترونيكش» و«شويترام»، ومستشفى المركز الطبي الجديد ومستشفيات برجيل.
وتشمل المليونيرات الهنود في دبي من ميكي جاغتياني من مجموعة لاندمارك، يوسف علي ما من مجموعة إمك، رافي بيلاي من مجموعة رافي بيلاي، عائلة تشابريا من مجموعة جمبو، سوني فاركي من جيمس إدوكاتيون، توني جاشنمال من مجموعة جاشنمال وجوي ألوكاس من مجوهرات جويالوكاس، يوجيش مهتا من بتروكيم مي، دارمديف بهات من العنبر تغليف الصناعات، رضوان ساجان من مجموعة الدانوب، ديباك باباني من إيروس، أزاد موبين من أستر دم الرعاية الصحية، راميش S راماكريشنان من مجموعة ترانزورلد، سانتوش جوزيف لؤلؤة دبي، شامشير فاياليل من فس الصحة الرعاية ولاشمنداس باجاراني من مجموعة المايا هي أيضا على قائمة المليونيرات الهنود الذين يعيشون في دبي.، وكذلك جامعة الخليج الطبية التي أسسها ثومباي مويدين هو مساهمة هندية في سيناريو التعليم العالي في دولة الإمارات العربية المتحدة والتي يدرس بها العديد من الطلاب من أكثر من 68 بلدا في حرمها الجامعي في عجمان، ومن المليونيرات أيضا بافاجوثو راجورام شيتي (المعروف باسم الدكتور ب. شيتي) هو مؤسس ورئيس مجلس الإدارة غير التنفيذي أبو ظبي ومقرها نمك للرعاية الصحية ورئيس مجلس إدارة الإمارات للصرافة. وهو مؤسس، الرئيس التنفيذي ومد من نيوفارما ورئيس مجلس إدارة المشاريع فين. الإمارات العربية المتحدة للصرافة، الدكتور شيتي عندما بدأ في عام 1975 كان مهتما في المستشفيات والضيافة، ولكن منذ ذلك الحين تنوعت في قطاعات بما في ذلك المستحضرات الصيدلانية، والخدمات المالية العالمية، والتجزئة، والإعلانات وتكنولوجيا المعلومات. وتصنف مجموعة شيتي في قائمة فوربس من بين 100 الأولى من اغنياء الهند في كل من 2015 و2016.
ومن الشخصيات الهندية المعروفة ويشير عدنان شيلوان، الرئيس التنفيذي لمجموعة بنك دبي الإسلامي، أحد أكثر المهنيين في القطاع المصرفي في الإمارات العربية المتحدة، وكمال بوري، مؤسس جامعة سكايلين، المؤثر في النظام التعليمي للتعليم في دولة الإمارات العربية المتحدة.
وبحلول عام 1996، كان هناك ما لا يقل عن 150 شركة هندية تعمل في منطقة جبل علي الحرة. ومازالت حتى اليوم، ويشكل الهنود أكثر من 50٪ من القوة العاملة في واحدة من أنجح النماذج في منطقة التجارة الحرة من هذا العالم. وهناك أكثر من 25٪ من العمال الهنود في الإمارات العربية المتحدة كانوا يعملون في الصناعات التحويلية والنقل والمهن ذات الصلة بها، في حين أن 20٪ منهم يعملون في المجالات المهنية والتقنية. ويقدر تقرير ميريل لينش لعام 2005 أن هناك ما يقرب من 33,000 من المليونيرات الهنود الذين يعيشون في الإمارات العربية المتحدة. وعادة ما يتحفظ المغتربون الهنود عن معظم أرباحهم من خلال مزايا التوظيف على السكن والنقل، والأحكام الخاصة بالضريبة على الدخل في دولة الإمارات العربية المتحدة. ونتيجة لذلك، يتم تحويل أغلبية الأموال من أجل رعاية أسر المهاجرين في الهند. وفي عام 2005، تم تحويل ما يقدر بنحو 7 مليارات دولار أمريكي، وقد تم إرسال نصفها تقريبا من خلال قنوات الحوالة غير الرسمية. تم إرسال حوالي 70٪ من جميع التحويلات من الإمارات العربية المتحدة (أو 5 مليارات دولار) إلى الهند، حيث تم تحويل 60٪ فقط إلى ولاية كيرالا.
وشارك عدد قليل من المهاجرين الهنود في أنشطة إجرامية في الشرق الأوسط، بما في ذلك التهريب والاتجار بالمخدرات والابتزاز وغير ذلك من الأنشطة. وقد ارتبطت دبي بشكل خاص بتهريب الذهب والمعادن الثمينة. ويقدر ان داود إبراهيم رئيس هيئة مكافحة الجريمة المنظمة قد هرب حوالي 20 إلى 30 طنا من الذهب إلى الهند.

## العلاقات الهندية الإماراتية
تتمتع الهند والإمارات العربية المتحدة عموما بعلاقات ودية، ويرجع ذلك جزئيا إلى تاريخهما المشترك مع الوجود البريطاني في آسيا، ويرجع ذلك جزئيا إلى تاريخ ما قبل الاستعمار للتجارة والتجارة والاستيطان بين البلدين. في عام 1999، ضمنت حكومة الإمارات الإفراج عن 25 راكبا مدنيا كانوا على متن طائرة الخطوط الجوية الهندية إيك-814 التي تم اختطافها وأجبرت على الهبوط في دبي في طريقها إلى نيودلهي من كاتماندو، نيبال. ومع ذلك، تسببت عدة حوادث، تتعلق أساسا بالقوى العاملة المغتربة الهندية في الإمارات العربية المتحدة، في احتكاك العلاقات الهندية الإماراتية.

## الثقافة

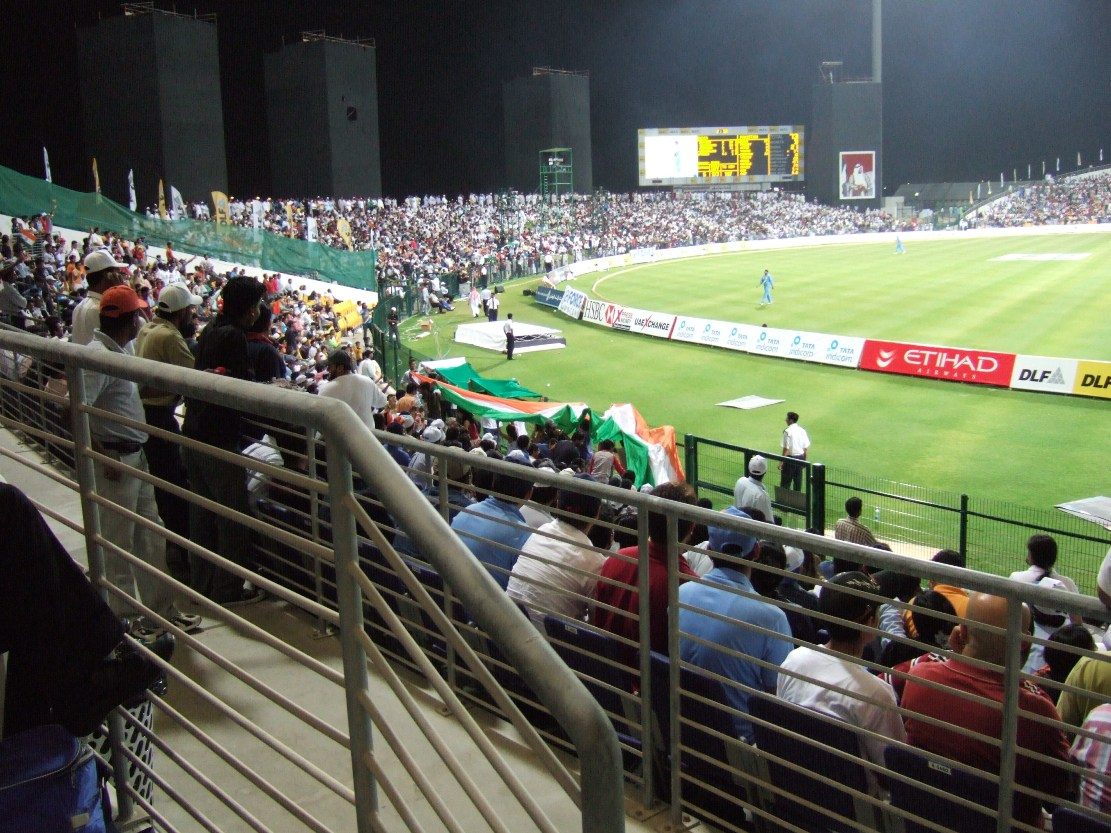
الهند مقابل مباراة الكريكيت الباكستانية الخيرية في ملعب الشيخ زايد للكريكيت في أبوظبي في عام 2007.

وقد سمح قطاع كبير من المهاجرين الهنود، جنبا إلى جنب مع قوانين تساهلية نسبيا في الإمارات العربية المتحدة للمجتمعات الهندية ممارسة ثقافاتها الأصلية في البلاد أو أكثر. الطبقة المتوسطة قام الهنود في دولة الإمارات العربية المتحدة بإنشاء شبكة من الجمعيات الثقافية التي تلبي احتياجاتهم. الجمعيات الثقافية مثل نادي الهند، الرابطة الهندية، جمعية غوان الثقافية والعديد من الجمعيات كيراليت تدعم الشبكات الثقافية من المجتمعات الفرعية الهندية في دولة الإمارات العربية المتحدة. بالإضافة إلى ذلك، توفر مدارس مثل مدرسة أبو ظبي الهندية والمدرسة الهندية العليا في دبي تعليم المناهج الهندية للطلاب المغتربين. دبي هي الإمارة الوحيدة في الإمارات العربية المتحدة مع معبد هندوسي والسيخ غورودوارا. في أغسطس 2015، وفي ظل زيارة رئيس الوزراء نارندرا مودي للبلاد، قررت حكومة الإمارات العربية المتحدة تخصيص أرض لبناء معبد في أبوظبي. ويسمح لغير المسلمين بإجراء احتفالاتهم الدينية في منازلهم الخاصة دون تدخل. دبي والشارقة هما اإلمارات الوحيدة التي تمتلك مرافق حرق الجثث في اإلمارات. يجب الحصول على إذن رسمي لاستخدامها في كل حالة. توجد الكنائس في أبوظبي ودبي والشارقة ورأس الخيمة. في عام 1998، تبرعت حكومة دبي بالأرض لبناء مرفق لتقاسمه خمس تجمعات وأربعة بروتستانت وأحد الكاثوليك. ويجوز لغير المسلمين ممارسة دياناتهم ولكن لا يجوز لهم التبشير علنا.
المطاعم التي تقدم الطعام الهندي هي شعبية جدا ومتاحة على نطاق واسع في الإمارات. العديد من الفنادق في دبي وأبو ظبي لديها المطاعم الهندية التي تخدم موغلاي أو تندور المطبخ، في حين نباتي جنوب الهند متوفرة وشعبية في المدن الأكبر في دولة الإمارات العربية المتحدة.
وتتبع مباريات الكريكيت الهندية الباكستانية على نطاق واسع من قبل الشتات الهندي في دولة الإمارات العربية المتحدة. استضاف ملعب الشارقة للكريكيت الذي أقامه عبد الرحمن بوخاتير العديد من المباريات الهندية والباكستانية والبطولات الثلاثية خلال الثمانينيات والتسعينات، والتي اجتذبت مشاهدي الكريكيت الهندي والباكستاني من الإمارات العربية المتحدة ومن الهند وباكستان. وفي الآونة الأخيرة، استضاف ملعب الشيخ زايد للكريكت في أبوظبي بطولات ثنائية وثلاثية للكريكيت تضم الهند وباكستان. كما شهد عام 2014 الدخول الرسمي لدوري الدوري الهندي الممتاز في الإمارات العربية المتحدة مع المباريات التي أقيمت في أبوظبي ودبي والشارقة.
بوليوود، والسينما المالايالامية تحظى بشعبية بين المغتربين الهنود وتظهر في معظم المسارح الرئيسية في المدن الرئيسية في الإمارات. وقد أقيمت احتفالات الجائزة مثل جوائز أكاديمية السينما الهندية الدولية، وجوائز الأفلام الآسيوية، فضلا عن جوائز فيلم فير في دبي، والمدينة هي أيضا وجهة شعبية لتصوير الأفلام الهندية.